# Milan (Washington)
Milan az Amerikai Egyesült Államok északnyugati részén, Washington állam Spokane megyéjében elhelyezkedő önkormányzat nélküli település.
Milan 1900-ban a Great Northern Railway vasútvonalának fontos kereskedőpontja volt. A településen két, Spokane-t faanyaggal ellátó fűrészüzem működött; a postamester és a helyi bolt üzemeltetője James Conalton volt.

## Fordítás
Ez a szócikk részben vagy egészben  a   Milan, Washington című angol Wikipédia-szócikk ezen változatának fordításán alapul.  Az eredeti cikk szerkesztőit annak laptörténete sorolja fel. Ez a jelzés csupán a megfogalmazás eredetét és a szerzői jogokat jelzi, nem szolgál a cikkben szereplő információk forrásmegjelöléseként.